# Planitia
 (juillet 2025).
Si vous disposez d'ouvrages ou d'articles de référence ou si vous connaissez des sites web de qualité traitant du thème abordé ici, merci de compléter l'article en donnant les références utiles à sa vérifiabilité et en les liant à la section « Notes et références ».

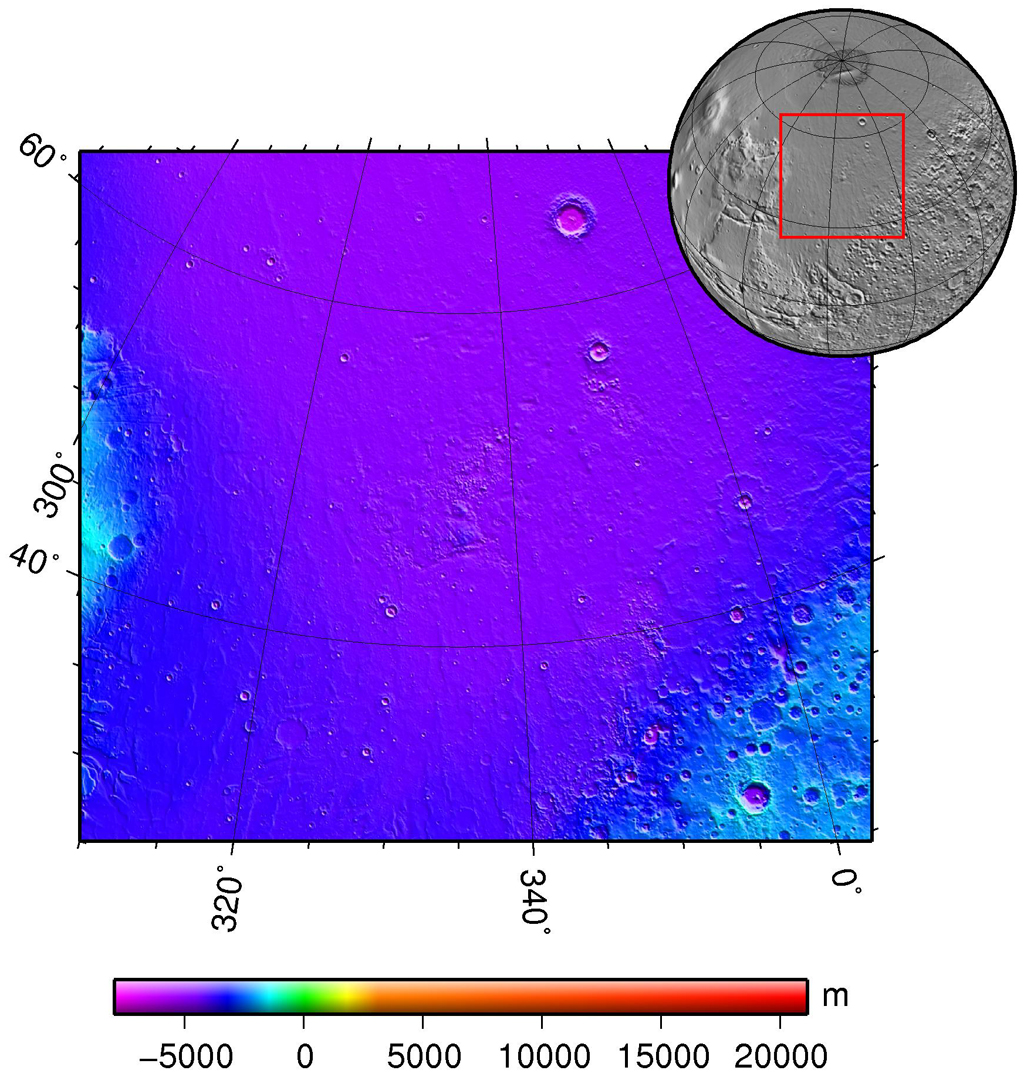
Carte topographique d'Acidalia Planitia.

En géologie planétaire, une planitia (pluriel : planitiae) est une basse plaine ou une grande étendue sans reliefs. Ce type de formation s'oppose par conséquent aux hauts plateaux ou plaines surélevées, de type planum. Le mot est emprunté au latin (« surface plane, plaine, pays plat »). Certaines planitiae sont des bassins d'impact ; c'est notamment le cas d'Isidis Planitia, à l'est de Syrtis Major Planum, sur Mars.
Une planitia peut s'étendre de quelques dizaines de milliers à plusieurs millions de kilomètres carrés. La plus grande connue est Guinevere Planitia, sur Vénus, avec un diamètre de 7 520 km.
En 2025, le Gazetteer of Planetary Nomenclature (« Répertoire géographique de la nomenclature planétaire ») répertorie 221 planitiae.

## Exemples

### Mercure
- Borealis Planitia
- Budh Planitia (en)
- Caloris Planitia
- Odin Planitia
- Sobkou Planitia (en)
- Suisei Planitia (en)
- Tir Planitia (en)

### Vénus
- Aibarchin Planitia
- Aino Planitia
- Akhtamar Planitia
- Alma-Merghen Planitia
- Atalanta Planitia
- Audra Planitia
- Bereghinya Planitia
- Dzerassa Planitia
- Fonueha Planitia
- Ganiki Planitia
- Guinevere Planitia
- Gunda Planitia
- Helen Planitia
- Hinemoa Planitia
- Imapinua Planitia
- Kanykey Planitia
- Kawelu Planitia
- Laimdota Planitia
- Lavinia Planitia
- Leda Planitia
- Libuše Planitia
- Llorona Planitia
- Louhi Planitia
- Lowana Planitia
- Mugazo Planitia
- Navka Planitia
- Niobe Planitia
- Nsomeka Planitia
- Nuptadi Planitia
- Rusalka Planitia
- Sedna Planitia
- Snegurochka Planitia
- Sogolon Planitia
- Tahmina Planitia
- Tilli-Hanum Planitia
- Tinatin Planitia
- Undine Planitia
- Vellamo Planitia
- Vinmara Planitia
- Wawalag Planitia
- Zhibek Planitia

### Mars
- Acidalia Planitia
- Amazonis Planitia
- Arcadia Planitia
- Argyre Planitia
- Chryse Planitia
- Elysium Planitia
- Hellas Planitia
- Isidis Planitia
- Olympia Planitia (ancien nom de Olympia Planum)
- Utopia Planitia
- Syrtis Major Planitia (ancien nom de Syrtis Major Planum)

### (1) Cérès
- Vendimia Planitia

### Encelade
- Diyar Planitia (en)
- Sarandib Planitia (en)

### Triton
- Ruach Planitia
- Ryugu Planitia
- Sipapu Planitia
- Tuonela Planitia